# محمد المصري (إقتصادي)
محمد المصري هو رجل أعمال فلسطيني من مدينة نابلس، حاصل على درجة البكالوريوس في إدارة الأعمال من كلية الإقتصاد والعلوم الإدارية من الجامعة الأردنية عام 1995. ويشغل منصب نائب المدير العام للأعمال المصرفية للشركات والمؤسسات المالية في البنك العربي.

## حياته العملية
شغل المصري عدة مناصب هامة في قطاعات الأعمال المصرفية في الشركات والمؤسسات المالية، فقد عُين نائب رئيس تنفيذي ومدير عام إدارة الأعمال المصرفية للشركات والمؤسسات المالية في البنك العربي (2018-2022)، ومدير فروع البنك العربي في الإمارات العربية المتحدة (2011-2018) ومدير عام قطاعات الأعمال المصرفية في بنك عودة في جمهورية مصر العربية، اضافة لمنصب مدير قطاع الشركات في holding millennium capital لمنطقة الامارات العربية المتحدة والسودان، ومدير إدارة تمويل الشركات والموسسات المالية في بنك ستاندرد تشارترد في الاردن، اضافة لعدة مناصب تولاها في بنك ستاندرد تشارترد في فلسطين كان آخرها المدير الاقليمي للبنك خلال الاعوام (1999-2001) قبل اغلاق البنك في فلسطين في العام 2001.
ساهم ضمن فريق البنك العربي المختص في مبادرة خاصة للبنك بهدف تقييم ودعم الأفكار الريادية والشركات الناشئة في مجال صناعة التكنولوجيا المالية الـFinTech في فلسطين. تضمنت المبادرة التي جرت على مدار شهرين فتح الباب أمام الرياديين والشركات الناشئة لطرح أفكارهم في مجال التكنولوجيا المالية بهدف تطويرها كمنتجات وحلول تكنولوجية مصرفية.
ساهم في إفتتاح فرع البنك العربي في مدينة روابي في فلسطين الذي يقدم الخدمات الرقمية التي تدار ذاتياً على مدار الساعة، ضمن خطة عمل البنك العربي على تعزيز تواجده وانتشاره ومحاولة تقديم حلول مصرفية رقمية لمعتمديه في فلسطين.

### عائلة المصري
ينتمي محمد المصري الي أسرة المصري الثريه في نابلس ، وهي أسره ينتمي اليها العديد من الشخصيات المعروفه عالمياً كصبيح المصري رئيس مجلس ادارة البنك العربي ومنيب المصري وحيث مع انتهاء العام 2007 يشير تقرير نشرته مجلة أرابيان بيزنس الإقتصادية المتخصصة إلى وجود 44 عائلة عربية بينها 5 عائلات فلسطينية بينهم منيب المصري يأتي في المرتبة 33 في العالم ممن يمتلكون ثروة بمليار دولار فاكثر. و تظهر قوة الروابط بين أفراد عائلة المصري بالترابط بين أفرادها.